# Lutte burkinabè
La lutte Burkinabè (yo en san, bwi en dafing...) est un sport traditionnellement pratiqué dans la région de la Boucle du Mouhoun, au nord-ouest du Burkina Faso. Trois types de lutte sont pratiqués : la lutte traditionnelle, la lutte africaine et la lutte libre. Contrairement au Sénégal, la lutte avec frappe n'y est pas pratiquée.

## La lutte traditionnelle
La lutte traditionnelle est pratiquée dans la région de la Boucle du Mouhoun au Burkina Faso. Elle est organisée pendant la saison sèche, du mois d'octobre au mois d'avril. Elle possède différents noms et significations selon le village où elle est pratiquée : ouidizon (fête du nouveau mil en langue san), fôtou…
Les combats de lutte traditionnelle ont lieu sur la place du village, les jours de marché. Les lutteurs s’affrontent par catégorie d’âge. Ils défendent leur honneur, celui de leur famille, de leur quartier ou de leur village. Dans l'arène, les griots sont présents pour galvaniser les lutteurs et les encourager à se dépasser. Ils chantent les louanges des lutteurs et sont les détenteurs de l'histoire orale des lignées familiales et du pays. C'est de cette façon que les lutteurs inscrivent leur nom dans l'histoire sportive de leur village.
Les meilleurs lutteurs de lutte traditionnelle évoluent en participant aux compétitions de lutte africaine au niveau national et international.

## Lutte africaine
Le premier championnat burkinabè de lutte africaine s'est déroulé en 1984 à Ouagadougou. 
Face à la diversité des règles admises dans la sous-région ouest-africaine, les pays membres de la CEDEAO se sont regroupés dans les années 1980  afin de définir des règles communes avec l’appui de la CONFEJES. Les travaux de la CONFEJES ont permis l'élaboration de deux Manuels de Lutte Africaine. Le 1er tome, publié en 1990 par la CONFEJES , est centré sur l'historique et sur la codification. Cette codification, reconnue par la Fédération Internationale  (FILA) dès la publication des Manuels, a été utilisée à l'occasion des 1ers Championnats d'Afrique de Lutte Africaine organisés à Niamey en avril 1995. Trois experts sont à l'origine de cette codification: Frédéric Rubio, Nicolas n'Long et plus tard Abdou Badji. Le tome 2, élaboré en 1992 par Frédéric Rubio est principalement axé sur les Techniques, les Apprentissages et les Entraînements spécifiques à ce style de Lutte. La fédération burkinabè de luttes a été créée définitivement en 1996. 
Les combats ont lieu dans une arène de sable circulaire. Pour gagner, il faut terrasser son adversaire, le faire tomber sur le flanc ou sur les fesses, l’amener à faire trois appuis en dehors des pieds (deux genoux et une main ou deux mains et un genou) ou faire toucher sa tête au sol. Le temps réglementaire est de deux fois trois minutes séparé d'une pause d’une minute.
Le championnat national burkinabè se tient chaque année au mois d'avril.

### Championnat de lutte national 2018
| Catégorie confondue | Vainqueur   |
| ------------------- | ----------- |
| Homme               | Eloi Zerbo  |
| Femme               | Solange Sia |

| Catégorie de poids | Vainqueur     |
| ------------------ | ------------- |
| -66 kg             | Moussa Konané |
| -76 kg             | Débé Blaise   |
| -86 kg             | Drissa Zon    |
| +86 kg             | Eloi Zerbo    |

### Médailles du Burkina Faso dans les tournois internationaux de lutte africaine
- Jeux de la francophonie :

| Année | Catégorie    | Médaille | Athlète                                                            |
| ----- | ------------ | -------- | ------------------------------------------------------------------ |
| 2013  | -86 kg       | Bronze   | Eloi Zerbo                                                         |
| 2017  | -60 kg       | Bronze   | Josiane Nabi                                                       |
| 2017  | -66 kg       | Argent   | Moussa Konané                                                      |
| 2017  | -86 kg       | Argent   | Drissa Zon                                                         |
| 2017  | -100 kg      | Bronze   | Eloi Zerbo                                                         |
| 2017  | +100 kg      | Argent   | Romaric Kawané                                                     |
| 2017  | Équipe homme | Argent   | Moussa Konané, Débé Blaise, Drissa Zon, Eloi Zerbo, Romaric Kawané |

- Tournoi de lutte africaine de la CEDEAO (TOLAC)[5] :

| Année | Catégorie | Médaille | Athlète    |
| ----- | --------- | -------- | ---------- |
| 2012  | -100 kg   | Bronze   | Eloi Zerbo |
| 2013  | -100 kg   | Argent   | Eloi Zerbo |
| 2017  | -86 kg    | Argent   | Drissa Zon |
| 2018  | -86 kg    | Bronze   | Drissa Zon |

## Lutte libre
La Lutte libre est peu développée au Burkina Faso. Il n'existe pas de championnat national de Lutte libre dans le pays. Par contre, des stages ont été organisés régulièrement sous l'égide de la CONFEJES et de l'UWW, encadrés par exemple par Frédéric Rubio  (expert de lutte olympique et de lutte africaine).
Pour sa première participation aux Championnats d'Afrique de lutte 2019, le Burkina Faso a décroché la médaille d'argent des moins de 65 kilos avec Yvette Zié.